# Ion Danilescu
Ion Danilescu (n. 24 octombrie 1930) este un fost deputat român în legislatura 1992-1996, ales în județul Galați pe listele PDSR. Ion Danilescu a fost validat ca deputat pe data de 16 noiembrie 1993 când l-a înlocuit pe deputatul Dan-Lilion Gogoncea. În aprilie 1996, Ion Danilescu a devenit deputat neafiliat.